# Rhathymus nigripes
Rhathymus nigripes är en biart som beskrevs av Heinrich Friese 1912. Rhathymus nigripes ingår i släktet Rhathymus och familjen långtungebin. Inga underarter finns listade i Catalogue of Life.